# Нихэй, Цутому
Цутому Нихэй (яп. 弐瓶 勉 Нихэй Цутому) — мангака. Родился в 1971 году. Обучался архитектуре и около года работал в Нью-Йорке, после чего вернулся в Японию, чтобы стать мангакой. Некоторое время был ассистентом у Цутому Такахаси. Стал известен своими футуристическо-гротескными работами.
Нихей был гостем San Diego Comic Con International 2016.
Работал над аниме-фильмом Blame!.

## Список работ

### Основные работы
- Blame! Рассказывает о герое Килли, путешествующем по миру, называемому «Город» («The City»), в поисках Сетевых Терминальных Генов (Net Terminal Genes), с помощью которых можно спасти мир. Манга издана в журнале Afternoon, также по ней было выпущено 6 эпизодов ONA. (10 томов. 1998—2003)
- NOiSE Приквел к Blame!, в котором полицейский расследует убийство банды. Издан в Afternoon. (Приквел к «Blame!». 1 том. 2001 год)
- Abara. Публиковалась в Ultra Jump. Манга рассказывает о Дэндзи Кудо (Denji Kudou), человеке, способном превращаться в Гауну — существо с костяными доспехами и оружием. (2 тома, 2005—2006)
- Biomega Дзуити Каноэ вместе с ИИ в своем мотоцикле отправляется искать людей, стойких к N5S, вирусу, который превращает людей в зомбиподобных «Дронов». Издана в Young Magazine. (6 томов, 2004—2008)
- «Рыцари Сидонии». Серия рассказывает о далёком будущем, через тысячу лет после бегства людей с Земли, разрушенной гигантскими инопланетными монстрами, называемыми Гауна, на борту огромного космического корабля. Манга была издана в Afternoon и является первой из работ Нихэя, по которой выпущена многосерийная аниме-адаптация. Выпуск манги закончен, всего вышло 15 томов (2009—2015).
- Ningyō no Kuni APOSIMZ

### Одиночные выпуски и другие работы
- Abba / Parcel — короткий одиночный выпуск о человеке, который ищет своего брата.
- Blame — дебютная работа, прототип Blame!, была выпущена в 1995 году.
- Blame!² — полноцветный 16-страничный выпуск, опубликованный в журнале Mandala Vol.2 издательства «Коданся» в 2008 году. Продолжение рассказа Blame!, рассказывающем о одном из будущих воплощений Пцелл.
- Blame! Academy — комедия с участием персонажей из Blame!, где они представлены как ученики школы. Публикуется редко.
- Dead Heads — первый выпуск отменённой серии; собраны в виде эскизов в Blame! and So on.
- Digimortal — рассказ о наемнике, нанятом для убийства лидера новой инквизиции. Первоначально опубликован в Ultra Jump, в Vol.2 из Abara. Выпущено в 2 томах.
- Halo: Breaking Quarantine — рассказ по вселенной Halo, неописанная история сержанта Эйвери Дж. Джонсона и его побег из недр Halo и Flood. Сделан по заказу Bungie, не без помощи Marvel Comics. Опубликован 19 июля 2006 года.
- Negative Corridor — короткий выпуск, собранный в NOiSE.
- Ningyō no Kuni — короткая история о битве парня с механическим существом на замёрзшей планете.
- NSE: Net Sphere Engineer — продолжение Blame! о Сетевой Сфере, выпущена в 2004 году. Считается неоконченной, хотя на сегодняшний день опубликована только одна глава.
- Numa no Kami — короткий рассказ о человеке, встретившем богиню озера.
- Pump — короткая манга о воспроизводстве последних людей.
- Sabrina — короткий рассказ о мужчине, встретившем девушку, чья рука застряла в яме.
- Wolverine: Snikt! — 5 выпусков ограниченной серии о Росомахе, персонаже вселенной Людей Икс. Первоначально опубликован в Marvel Comics.
- Winged Armor Suzumega / Sphingidae — короткий ван-шот о битве между инопланетными существами.
- Zeb-Noid — ван-шот, рассказывающий о вражде двух видов, принимающий неожиданный оборот.

### Артбуки
- Bitch’s Life — книга с эротическими иллюстрациями от более двадцати художников, рисующих мангу. Включает четыре иллюстрации от Нихэя.
- Blame! And So On (2003) содержит иллюстрации и эскизы для Blame!, Noise, Wolverine: Snikt! и других работ автора. Также содержит иллюстрации Нихэя для Bitch’s Life и прерванного Dead Heads, в виде эскизов.